# Szigeti Edit
Szigeti Edit (Budapest, 1953. október 13. –) magyar énekesnő, gitáros, zeneszerző, dalszövegíró, festőművész.

## Életpályája
Szüleinek kerékpárüzlete volt, egyetlen gyermekük Edit. A Magyar Rádió Gyermekkórusában énekelt és tehetségesen rajzolt is. Gyermekkoráról,  így emlékezett:

„A zongora kötelező volt, valamiért a furulya is, és lehetett választani egy harmadikat is, nekem a gitár volt az. Eredetileg klasszikus gitárt tanultam, de aztán belecsöppentem különböző zenekarokba, és onnantól kezdve már csak ez érdekelt. Addig nyúztam anyuékat, hogy vegyenek elektromos gitárt, míg végül kaptam egyet. Taníttattak, vívni jártam, angolra, gitározni, zongorázni… De mindig szerettem rajzolni is.… a szüleim… nagyon szerették, hogy fellépek, támogattak a zenei pályámon,… Nekik is egy bohém baráti társaságuk volt: Alfonzó, Horváth Tivadar, Németh Marika… Feleki Kamill is, aki ha átmentünk hozzá vendégségbe – én még persze kislányként – folyamatosan játékokat talált ki. Megmondta, hogy ki hova üljön és azzal szórakoztattuk egymást, hogy ha sütemények lennénk, akkor a másikat milyen édességnek képzelnénk el, de más játékokat is kitalált. Olyan érdekes emberekkel voltam körülvéve gyerekkoromtól kezdve, ami az egész életemre meghatározó volt.”

Képző- és Iparművészeti Gimnáziumban végzett. Középiskolásként is folyamatosan zenélt, tagja lett az egyik első hazai, női beategyüttesnek, amely Napraforgó néven, még a hatvanas évek végén alakult. A lányok: Szigeti Edit (gitár, ének), Kovács Éva (gitár), Sütő Judit (cselló), Kováts Dóra (hegedű, ének) 1971-ben megnyertek egy salgótarjáni amatőröknek rendezett fesztivált, folk-beat kategóriában, és néhány percre feltűntek és együtt énekeltek, zenéltek Venczel Verával, a kollégiumi szobai jelenetben, a Csak egy telefon című Zsurzs Éva által rendezett filmben is. A Napraforgó után, gitárosként, a Vadmacskák nevű női rockegyüttes tagja lett 1971-től, amelyet Nagy Kati (billentyű, ének) alapított. A csapat további tagjai: Szánti Judit (gitár, ének), Fáy Krisztina (basszusgitár), Csuka Mária (dobok, ének). Szerepeltek a 144 nóta című tévés műsorban és Komár Lászlóval készített Jó barátom című számuk felkerült a slágerlistákra is. Érezd magad jól című daluk kislemezen is megjelent. Előzenekarként az ORI által szervezett turnékon felléptek a korszak népszerű zenekaraival: a Fonográffal, a Bergendyvel és az Omegával is. Szigeti Edit musicalszerzőként a Liliomfi című színdarabhoz írt zenét, dalszöveget, amelyet a József Attila Színházban mutattak be nagy sikerrel 1973-ban. A darab főszereplői Maros Gábor, Kaló Flórián, Csákányi László, Szemes Mari, Borbás Gabi voltak. Az előadásban a Vadmacskák együttes tagjai a színpad előterében zenéltek és énekeltek, biedermeier jelmezekben. A musicalt Jugoszláviában és Romániában is bemutatták és játszották. Erről az alábbiakat mesélte:

„ Ekkoriban a dínár konvertibilis valutának számított és én a jugoszláv előadásokért mint szerző, dínárban kaptam jogdíjat. Ezt át tudtam váltani dollárra, és amikor végre elmentünk egy háromnapos IBUSZ-útra, akkor mindenki rettegve dugdosta a valutáját, én meg nevetve elővettem, hogy „itt van nálam ezer dollár, most vettem fel” – nem tudtak velem mit kezdeni. Mint a királykisasszony álltam boldogan, nem kellett csempészni a pénzt, ez borzasztó nagy dolog volt akkor.”

Színházi társszerzőként később is dolgozott. 1977-ben Békéscsabán, a Békés Megyei Jókai Színházban, Forgács Gábor főszereplésével mutatták be a Ma éjjel megnősülök! című zenés darabot, amelynek dalszövegeit és zenéjét Szigeti Edit írta. (A művet 1978-ban a debreceni Csokonai Színház, 1982-ben a nyíregyházi Móricz Zsigmond Színház is bemutatta.)
A Vadmacskák női zenekar 1974-ig működött, a csapat feloszlása után a Generál együttes, illetve a Mikrolied vokál tagja lett.

„A Vörösmarty téren… volt az… ORI-büfé. Odamentek a művészek és mindent kitárgyaltak, ki hova megy éppen vagy kellene
egy zongorista és hasonlók. A Generál akkor már nagymenő zenekarnak számított, és én ismertem őket, hiszen írtam nekik két dalhoz szöveget, és mindkettőből sláger lett. (Ha ismerném; Kövér a Nap). Szóval ott ült az ORI-büfében Ákos István, aki gitározott, ő volt a szervező és zenekarvezető is. Épp kávézott „Kis-elefánt” – így hívtuk, egy kicsit raccsolt is: „gyerekek, a Várszegi Éva átment a Cini meg a Tinikbe, és pár nap múlva indulunk Lengyelországba, kéne valaki, aki beugrik a zenekarba”. Én pedig pont ott álltam, rögtön mondtam neki, hogy én bemennék a Generálba játszani. Rám nézett, és azt mondta, hogy „jó, fel vagy véve”.”

A Generállal eljutott Hollandiába, Nyugat-Berlinbe, NDK-ba és Lengyelországba. A zenekarral szerepeltek Zsombolyai János: A kenguru című filmjében is. Az 1975-ös átalakulással a Generál és a Mikrolied útjai külön váltak. Ezután Szigeti Edit, a Mirolied vokál tagjaként Herczku Annamáriával és Csuka Mónikával már a Beatrice zenekarral dolgozott együtt, majd 1978-tól a Volán Rt. együttes gitárosa és egyik énekese lett Szánti Judit és Várszegi Éva énekesnők mellett. A Volán Rt-vel például Zoránnal közösen járták az országot. 1980 körül már a Gemini együttesben játszott, énekese és szólógitárosa lett a zenekarnak. Három hónapig a Bergendy-együttessel Skandináviában lépett fel és a Gemini zenészeszeivel három hónapig az Egyesült Arab Emirátusokban is dolgozott, majd disszidált. 

„Az unokanővérem küldött meghívót, és kiengedtek meglátogatni őt. Nála éltem pár hónapig, és közben találtam állást…”

 1982-től 1992-ig az USA-ban, Kaliforniában élt. Itt, korábbi képzőművészeti tanulmányait fejlesztve festészettel foglalkozott, Los Angelesben lakott, ahol Beverly Hills ismert és patinás galériáiban gyakran rendeztek képeiből kiállításokat.(Baracat Gallery in Rodeo drive, Galleries in Sanata Monica) Irodaszereket árult, krupiéként dolgozott, és természetesen a zenélés is része maradt az életének. 

„Találtam egy
hirdetést, hogy csajok úgy kerestek gitárost, … aki rögtön beugrik egy-két próba után. Volt egy basszusgitáros és egy dobos a zenekarban rajtam kívül. A basszusgitáros csaj olyan zseniális volt, mintha egy komplett együttes lett volna…Elképesztően jók voltak, úgyhogy nekem nagyon össze kellett szednem magamat, mert nem volt zongora vagy egyéb hangszer, abszolút trió volt. Rögtön felvettek… Rengeteg country számot játszottunk.”

1993-ban tért vissza Magyarországra. 1993-tól Németországban (Hottingen-ben), Svájcban (Zug-ban), az Egyesült Államokban New Yorkban, és természetesen Magyarország számos galériájában állították ki műveit. Képei szürrealista stílusban klasszikus technikával (olaj vásznon, vagy farost lemezen) születnek. Festett már Harley-Davidson motorra, gitárra, hegedűre és falfreskókat is készített. Képzőművészként computer grafikával, videó animációval, logók, plakátok, cd borítók tervezésével is foglalkozik. 
A hazai könnyűzenei életben is aktívan részt vesz visszatérése óta. 1995-ben Delhusa Gjonnal turnézott, 1996-ban Fenyő Miklóssal dolgozott. 2000-től a Cats női zenekarral játszott, amelynek tagjai: Szigeti Edit (szólógitár, ének), Szabó Csilla (basszusgitár, ének), Csuka Mary (dob, ének), Bodza Andrea (billentyű, ének). 2005-2009-ig  a Szaxi Maxi rockabilly zenekarral koncertezett. 2010-től Szigeti Edit a Cats Duó tagjaként Sudár Péterrel (gitár, szájherfi) lép fel pubokban, rendezvényeken, illetve Cats Trióként is Horváth Bálinttal (billentyűk) kiegészülve. 
Pályája során számos előadónak írt dalszöveget, vagy zenét (Szűcs Judith, Takáts Tamás, Gemini együttes, Cats zenekarnak, Gáspár Laci, Király Viktor stb.)

## Színházi munkái
- Szigligeti Ede – Szigeti Edit: Liliomfi (József Attila Színház, Budapest, 1973.09.22)
- Emil Braganszkij – Elédar Rjazanov – Benedek Árpád – Szigeti Edit: Ma éjjel megnősülök (Békés Megyei Jókai Színház, Békéscsaba, 1977.03.24)

## Szerzeményeiből
- Várkonyi Mátyás – Szigeti Edit: Ha ismerném (Generál)
- Novai Gábor – Szigeti Edit: Kövér a Nap (Generál)
- Novai Gábor – Szigeti Edit: Koldusok királya (Generál)
- Novai Gábor – Szigeti Edit: Tűzben égő fények (Generál)
- Szigeti Edit: Rázd meg magad (Bódy Magdi)
- Novai Gábor – Szigeti Edit: Álmos hajnalok (Szűcs Judith)
- Szigeti Edit – Szánti Judit: Érezzük együtt a jót (Karda Beáta)
- Szigeti Edit – Szánti Judit: Hangulat (Karda Beáta)
- Csuka Mónika – Enyedi Ernő – Szigeti Edit: Táncos lábú Gina (Csuka Mónika)
- Csuka Mónika – Szigeti Edit: Nem baj (Juventus együttes és a Mikrolied vokál)
- Csuka Mónika – Szigeti Edit: Téli dal (Kram & General Girls)
- Dáni János – Szigeti Edit: Indulj hát! (Volán Rt.)
- Szigeti Edit: Ments meg! (Gemini együttes)
- Szigeti Edit: A végzet asszonya (Gemini együttes)
- Szűcs Antal Gábor – Szigeti Edit: Egy másik út (Dinamit együttes)